# R. G. 암스트롱
R. G. 암스트롱(R. G. Armstrong, 1917년 4월 7일 ~ 2012년 7월 27일)는 미국의 배우이다.

## 출연 작품
- 돈 룩 백 (1996년)
- 프라이버시(영어판) (1996년)
- 페이백 (1995년)
- 불사조 (1994년)
- 워락 2 - 아마게돈 (1993년)
- 딕 트레이시 (1990년) - 푸룬페이스 역
- 트래퍼 카운티의 공포 (1989년)
- 전쟁과 추억 (1988년)
- LBJ: 초창기 (1987, LBJ: The Early Years)
- 프레데터 (1987년) - 필립스 장군 역
- 베스트 오브 타임즈 (1986년)
- 몬타나의 혈투 (1986년)
- 옥수수밭의 아이들 (1984년)
- 고독한 늑대 (1983년)
- 더 샤도우 라이더스 (1982년)
- 공포의 기억 (1982년)
- 해밑 (1982년)
- 이블스피크 (1981년)
- 래기디 맨 (1981년) - 리그비 역
- 다이너스티 (1981년)
- 이중 추적 (1981년)
- 레즈 (1981년)
- 데블 독: 지옥의 사냥개 (1978년)
- 더 팩 (1977년)
- 상속자 (1977년)
- 공포의 검은 차 (1977년)
- 스테이 헝그리 (1976년)
- 반항아 죠니 (1976년)
- 하이웨이 인생 (1975년)
- 애증의 덫 (1974년)
- 화이트 라이팅 (1973년)
- 관계의 종말 (1973년)
- 무숙자 (1973년)
- 더 파이널 컴다운 (1972년)
- 그레이트 노스필드 미네소타 레이드 (1972년)
- 위대한 희망 (1970년)
- 케이블 호그의 발라드 (1970년)
- 엔젤스 다이 하드 (1970년)
- 엘도라도 (1967년)
- 던디 소령 (1965년)
- 도망자 (1963년)
- 하오의 결투 (1962년)
- 퍼기브 카인드 (1959년)
- 프럼 헬 투 텍사스 (1958년)
- 네버 러브 어 스트레인저 (1958년)
- 서부의 파라딘 (1957년)

### 텔레비전
- 해저드 마을의 듀크 가족 (1979년)
- 하와이 5-0수사대 (1968년)
- 인베이더 - 시리즈 (1967년)
- FBI (1965년)
- 보난자 (1959년)
- 13일의 금요일 - TV 시리즈 (1987년)
- 페리 메이슨 (1957년)
- 딜론 보안관 (1955년)
- 샤이안 (1955년)
- 디즈니랜드 (1954년) - 스퀴어 피스크 역